# São Jorge dos Órgãos
São Jorge dos Órgãos est une localité (vila) montagneuse du Cap-Vert, située au cœur de l'île de Santiago à une trentaine de kilomètres au nord de Praia, la capitale. Elle fait partie de la municipalité (concelho) de São Lourenço dos Órgãos.
Elle abrite l'école secondaire Carlos Alberto Gonçalves et le jardin botanique national Grandvaux Barbosa, rattaché à l'Université du Cap-Vert.

## Personnalités
L'écrivain Tomé Varela da Silva est né à São Jorge dos Órgãos en 1950.

## Galerie

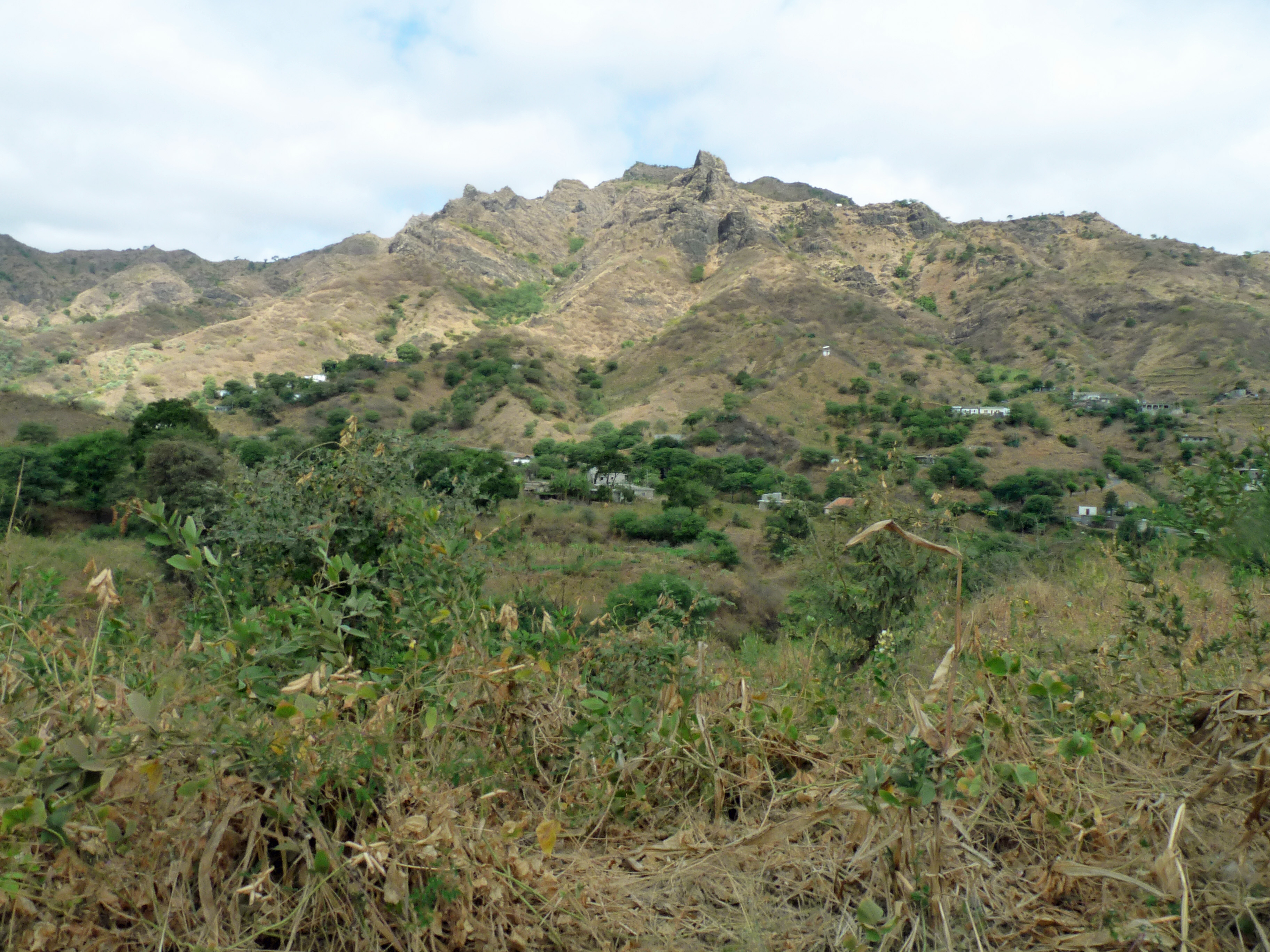
Environs de São Jorge
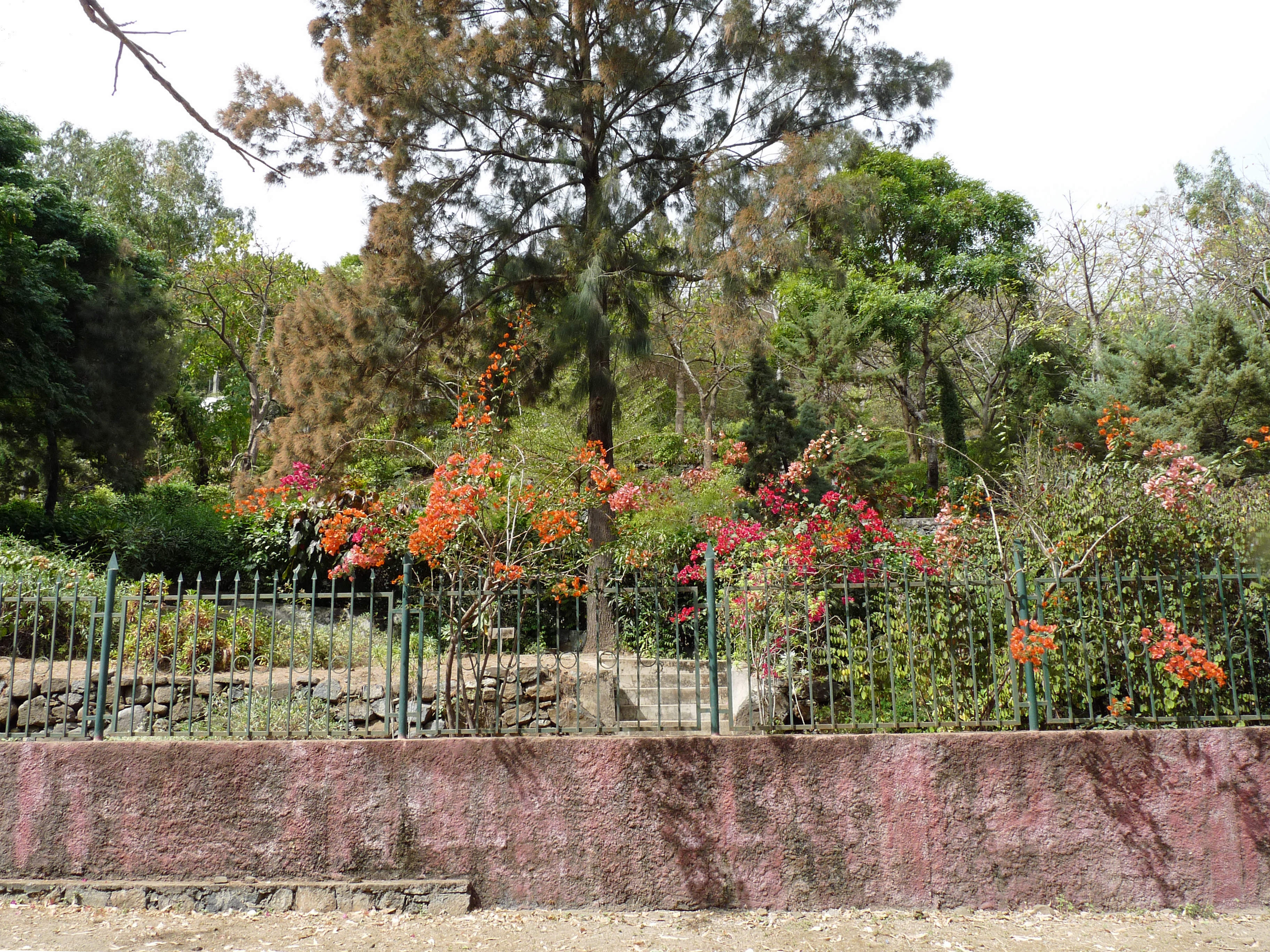
Enceinte du jardin botanique